# Медали Российской империи
Медали Российской империи — награды Российской империи в форме медалей, для ношения.

## Знаки отличия
- Знак отличия ордена Святой Анны (1796, 1801, 1826, 1844[a], 1864, 1888, 1911)
- Донат ордена Святого Иоанна Иерусалимского (1798)
- Знак отличия Военного Ордена (Георгиевский крест) (1807, 1833, 1844[a], 1856, 1913)
- Знак отличия беспорочной службы (1827)
- Мариинский знак отличия беспорочной службы (1828)
- Польский знак отличия за военное достоинство (пол. Virtuti Militari, 1831)
- Знак отличия Красного Креста «За службу на Кавказе» (1864)
- Знак отличия Красного Креста (1878)
- Романовский знак отличия за труды по сельскому хозяйству (1914)[1]
- Знак отличия Святой Равноапостольной Княгини Ольги (1915)

## Кресты
- Крест «За взятие Очакова» (1790)
- Крест «За взятие Измаила» (1790)
- Крест «За взятие Праги» (1794)
- Крест «За победу при Прейсиш-Эйлау» (1807)
- Крест «За взятие Базарджика» (1810)
- Крест «За службу на Кавказе» (1864)
- Крест «50-летие завершения Кавказских войн» (1909)
- Ополченский крест (1906) (1906)
- Знак морского ополчения (1906, 1916)
- Крест «За защиту Порт-Артура» (1914)

## Наперсные кресты
- Наперсный крест «В память войны 1812 года» (1814)[b]
- Наперсный крест «В память войны 1853—1856» (1856)[b]
- Наперсный крест «В память 300-летия дома Романовых» (1913)[b]

## Медали

### Период Петра I
- Медаль «За битву при Калише» (1706)
- Медаль «За битву при Лесной» (1708)
- Медаль «За Полтавскую баталию» (1709)
- Медаль «За сражение при Вазе» (1714)
- Медаль «За победу при Гангуте» (1714)
- Медаль «За сражение при Гренгаме» (1720)
- Медаль «В память Ништадского мира» (1721)
- Медаль «За Эзельский бой 24 мая 1719 г.»

### Период Елизаветы Петровны
- Медаль «В память Абоского мира» (1743)
- Медаль «Победителю над прусаками» (1760)

### Период Екатерины II
- Медаль «В память коронования Екатерины II» (1760-е)
- Медаль «За прилежность и хорошее поведение» (1760-е)
- Медаль «Победителю над прусаками» (для полковников Войска Донского) (1762)
- Медаль «За полезные обществу труды» (1762, 1767, 1768, 1770, 1779)
- Медаль «Кошевому атаману» (1763)
- Медаль «Депутатам уложенной комиссии» (1766)
- Медаль «Поборнику православия» (1769)
- Медали с портретом Екатерины II (1769, 1770-е)
- Медаль «За победу при Кагуле» (1770)
- Медаль «В память Чесменской битвы» (1770)
- Медаль «За заслуги, оказанные в войске» (1771)
- Медаль «В память Кючук-Кайнарджийского мира» (1774)
- Медаль «Слава России» (1785)
- Медаль «За победу при Кинбруне» (1787)
- Медаль «За усердную службу» (Екатерина II) (1788)
- Медаль «За службу» (1788)
- Медаль «За усердие к вере и Отечеству» (1788)
- Медаль «За храбрость на очаковских водах» (1788)
- Медаль «За храбрость» (1788)
- Медаль «За усердие к пользе государственной» (1789)
- Медаль «За храбрость при взятии Очакова» (1789)
- Медаль «За усердие к службе» (Екатерина II) (1789)
- Медаль «За службу и храбрость» (1789)
- Медаль «За храбрость на финских водах» (1789)
- Медаль «За верность» (1790)
- Медаль «В память заключения мира со Швецией 1790 года» (1791)
- Медаль «За храбрость при взятии Измаила» (1791)
- Медаль с вензелем Екатерины II (1791)
- Медаль «Победителям при мире» (1791)
- Медаль «За труды и храбрость при взятии Праги» (1795)
- Именные медали Екатерины II

### Период Павла I
- Медаль с вензелем Павла I (1798)
- Медаль «За победу» (1800)
- Именные медали Павла I

### Период Александра I
- Медаль «За служение во время коронации» (1801)
- Медаль «За усердную службу» (1801, 1828, 1846, 1855, 1863, 1881, 1894)
- Медаль «За усердие» (1801, 1826, 1841 и 1855[c], 1846, 1850[a], 1855, 1863, 1870, 1881, 1894)
- Медаль «За полезное» (1801, 1802, 1812, 1826, 1841 и 1855[c], 1846, 1850[a], 1855, 1863, 1881, 1894)
- Медаль «Воздаяние за усердие во время экспедиции Мусина-Пушкина» (1802)
- Медаль «За верность и усердие» (1802, 1826)
- Медаль «1803 года» (1803)
- Медаль «За верную службу» (1803)
- Медаль «За храбрость и усердие» (1804)
- Медаль «За труды и храбрость при взятии Гянджи» (1804)
- Медаль «За храбрость, оказанную в сражении с персами» (1804)
- Медаль с вензелем Александра I (1805)
- Медаль «За бескорыстие и усердие на пользу казённую» (1805)
- Медаль «За путешествие вокруг света 1803−1806» (1806)[d]
- Медаль «Союзные России» (1806)[e]
- Медаль «За усердие к службе» (1806)
- Медаль «В честь заслуженному солдату» (1806)
- Медаль «Земскому войску» (1807)
- Медаль «За спасение сограждан» (1807)
- Медаль «За храбрость» (1807, 1826, 1846, 1850[a], 1855, 1863, 1881, 1894)
- Медаль «За усердие и верность» (1807)
- Медаль «За любовь веры и Отечества» (1807)
- Медаль «Депутатам новой Финляндии» (1808)
- Медаль Воспитательного Дома (1808, 1880)[f][2]
- Медаль «За спасение погибавших» (1809, 1828, 1834, 1846, 1855, 1863, 1881, 1894)
- Медаль «За переход на шведский берег» (1809)
- Медаль «За проход в Швецию через Торнео» (1809)
- Медаль «За полезное изобретение» (1809)
- Медаль «За усердие 1809» (1809)
- Медаль «За усердие и пользу» (1810)
- Медаль «За усердие и труды» (1810)
- Медаль «За взятие Базарджика» (1810)
- Медаль «За храбрость» (арабскими буквами) (1810)
- Медаль «За отличное усердие» (1810)
- Медаль «За усердие и мужество» (1810)
- Медаль «За полезное» (на русском и калмыцком языках) (1810)
- Медаль «Депутату на сейме в Борго» (1810)
- Медаль «1810 года» (1810)
- Медаль «За ревность и усердие к Российской империи» (1811)
- Медаль «За труды» (1811)
- Медаль «За усердие и храбрость» (1811)
- Медаль «За труды и усердие» (1811)
- Медаль «За верность» (1811, 1826, 1846, 1855, 1863, 1881)
- Медаль «За службу» (1811)
- Медаль «Декабря 1811 года» (1811)[g]
- Медаль «1812 года» (1812)
- Медаль «За полезное 1812 года» (1812)
- Медаль «В память Отечественной войны 1812 года» (1813)
- Медаль «За любовь к Отечеству» (1813)
- Медаль «1813 года» (1813)
- Медаль «За заслуги 1813 года» (1813)
- Медаль «За взятие Парижа» (1814)
- Медаль «1814 года» (1814)
- Медаль «За отличие» (1816, 1826, 1846, 1855, 1863, 1881, 1894)
- Медаль «За спасение человечества» (1818, 1826)
- Медаль «За верность и храбрость» (1819)
- Медаль «За спасение ближних на море» (1819)
- Медаль «За бескорыстие» (1824)
- Медаль «Владетелю Сандвичевых островов»
- Медаль «За честное и усердное исправление должности»
- Медаль «За честность и усердие»
- Именные медали Александра I

### Период Николая I
- Медаль «За прививание оспы» (1826)
- Медаль «В знак монаршего благоволения» (1826, 1846, 1855, 1863)
- Медаль «За спасение утопавших» (1827)
- Медаль «За персидскую войну» (1828)
- Медаль «За турецкую войну» (1829)
- Медаль «За успехи в учении и добронравие» (1829, 1846, 1855, 1863)
- Медаль «За отличие в мореходстве» (1830, 1846, 1855, 1863, 1881, 1894)
- Медаль «За взятие приступом Варшавы» (1831)
- Медаль «За усердие» (за установку Александровской колонны) (1832)
- Медаль «За веру и верность» (1833, 1864, 1881)
- Медаль «Для турецких войск» (1833)
- Медаль «За бескорыстие и усердие» (1834)
- Медаль «За достоинство» (1835, 1846, 1855, 1863, 1881, 1894)
- Медаль Московского коммерческого училища (1837, 1855)
- Медаль «Кавказ 1837 год» (1837)
- Медаль «За прекращение чумы в Одессе» (1838)
- Медаль «За возобновление Зимнего дворца» (1838)
- Медаль «За взятие штурмом Ахульго» (1839)
- Медаль «В память 25-летия шефства Николая I в 6-м кирасирском полку прусской армии» (1842)
- Медаль «За строительство Кремлёвского Дворца» (1849)
- Медаль «За усмирение Венгрии и Трансильвании» (1850)
- Медаль «За успехи в образовании юношества» (1850, 1855, 1863, 1881, 1894)
- Медаль «За службу в собственном конвое государя императора» (1850, 1855, 1863, 1881, 1894)

### Период Александра II
- Медаль «В память кончины императора Николая I» (для членов прусской делегации) (1855)
- Медаль «За защиту Севастополя» (1855)
- Медаль «В память войны 1853—1856» (1856)
- Медаль «В память освящения Исаакиевского собора» (1858)
- Медаль «За покорение Чечни и Дагестана» (1860)
- Медаль «19 февраля 1861 года» (1861)
- Медаль «За труды по освобождению крестьян» (1861)
- Медаль «За труды по устройству удельных крестьян» (1863)
- Медаль «За покорение Западного Кавказа» (1864)
- Медаль «За усмирение польского мятежа» (1865)
- Медаль «За труды по устройству крестьян в Царстве Польском» (1866)
- Медаль «4 апреля 1866 года»
- Медаль «За труды по устройству военно-заводского населения» (1869)
- Медаль «За усердие»[h] (1870)
- Медаль «За спасение погибавших на море» (1871, 1894[i])
- Медаль «Кавказ 1871 год» (1871)
- Медаль «Благодарю» (1872)
- Медаль «За Хивинский поход» (1873)
- Медаль «За покорение Ханства Кокандского» (1876)
- Медаль «За беспорочную службу в полиции» (1876, 1881, 1883, 1894)
- Медаль «В память русско-турецкой войны 1877—1878» (1878)
- Медаль «За храбрость» (для пограничной стражи) (1878, 1881, 1894)
- Медаль «За спасение» (1879)
- Медаль «В память 50-летия шефства Александра II над Прусским уланским полком» (1879)
- Медаль «За услуги по судостроению и мореходству» (1880)
- Медаль «За взятие штурмом Геок-Тепе» (1881)

### Период Александра III
- Медаль «1 марта 1881 года» (1881)
- Медаль «В память освящения Храма Христа Спасителя» (1883)
- Медаль «В память коронации императора Александра III» (1883)
- Медаль «За беспорочную службу в тюремной страже» (1886, 1894)

### Период Николая II
- Медаль «В память царствования императора Александра III» (1896)
- Медаль «В память царствования Императора Николая I» (1896)
- Медаль «В память коронации Императора Николая II» (1896)
- Медаль «За походы в Средней Азии 1853—1895» (1896)
- Медаль «В память царствования Императора Николая I» для воспитанников учебных заведений (1896)
- Медаль «За труды по первой всеобщей переписи населения» (1896)
- Медаль «За поход в Китай» (1901)
- Медаль «В память 100-летия Министерства иностранных дел» (1902)
- Медаль «В память 50-летия защиты Севастополя» (1905)
- Медаль «За бой „Варяга“ и „Корейца“» (1904)
- Медаль Красного Креста «В память русско-японской войны» (1906)
- Медаль «В память русско-японской войны» (1906)
- Медаль «В память похода эскадры адмирала Рожественского на Дальний Восток» (1907)
- Не утверждённая медаль «За поход в Японию»
- Медаль «В память 25-летия церковно-приходских школ»(1909)
- Медаль «В память 200-летия Полтавской битвы»(1909)
- Медаль «За особые воинские заслуги» (1910)
- Медаль «В память 100-летия Отечественной войны 1812» (1912)
- Медаль «В память 300-летия царствования дома Романовых» (1913)
- Георгиевская медаль «За храбрость» (1913)
- Медаль «В память 200-летия морского сражения при Гангуте» (1914)
- Медаль «За труды по отличному выполнению всеобщей мобилизации 1914» (1915)

## Иностранные награды, предназначавшиеся для русских войск
- Кульмский крест (Пруссия, 1813)
- Медаль для русского десанта на Босфоре (Османская империя, 1833)
- Медаль «В память 25-летия шефства прусского короля Фридриха Вильгельма IV над Перновским 3-м гренадерским полком» (Пруссия, 1843)
- Медаль «В память 50-летия шефства Императора Франца-Иосифа в лейб-гвардии Кексгольмском полку» (Австро-Венгрия, 1899)
- Медаль «Защитникам Порт-Артура», (Франция, около 1907)

## Иностранные награды, вручаемые русским солдатам и офицерам
- Крест «За переход через Дунай» (Румыния, 1877)
- Медаль «За храброст» (Сербия, 1876)
- Медаль «За спасение жителей Мессины 28 декабря 1908 года» (Италия, 1908)

### Комментарии
1. 1 2 3 4 5  для иноверцев
2. 1 2 3  для священников
3. 1 2  для крестьян, восьмиугольная
4. ↑  восьмиугольная
5. ↑  для старшин североамериканских племён
6. ↑  учреждена в 1763 году, как настольная
7. ↑  Кабардинской делегации
8. ↑  за отказ от бессрочного отпуска
9. ↑  как настольная медаль